# Toons Mag
Toons Mag é uma revista de desenho online que publica desenhos, caricaturas, Banda desenhada e animações. É multilingual e internacional, uma plataforma de publicação global para banda desenhada, desenhos e charges políticas e satíricas, por Arifur Rahman.

## História
NO Bangladesh, os desenhos de Arifur Rahman foram proibidos e censurados devido a um inocente desenho que foi publicado em 2007 num jornal nacional. Depois de o desenho ter sido publicado, ele foi torturado e preso por seis meses e dois dias. Quando ele saiu da prisão em 2008, nenhum jornal ousou imprimir os seus desenhos. No entanto ele queria mostrá-los ao público, portanto, ele próprio decidiu começar a sua própria revista de desenho, apesar de näo ter os fundos financeiros para começar a imprimir. Portanto como segunda alternativa, Arifur Rahman iniciou um site para publicação de desenhos, banda desenhada e animações em 2009, chamado Toons Mag. O objetivo é promover uma mente aberta e a liberdade de expressão e criar uma rede internacional de artistas.

### Prêmios
Em 2015, Toons Mag venceu o prêmio alemão The Bobs "Melhor Activista Online" para bengali edição. É a empresa internacional de radio Deutsche Welle que organiza o concurso.

## Concursos de desenho e exposições
Todos os anos desde 2015, são organizadas competições e exposições de caricatura internacionais organizadas por Toons Mag em colaboração com Avistegnernes Hus. 

### 2015 Crianças em guerra
Uma exposição internacional, onde o foco era a situação das crianças na guerra e áreas de conflito, como na Síria, Iêmen, Afeganistão, Iraque, etc. 128 inscritos de 51 países contribuíram para a exposição com seus desenhos. A exposição foi aberta pelo bispo Atle Sommerfeldt em Avistegnernes Hus, Drøbak. Mais tarde a exposição foi exibida também em Oslo, Nesodden, Bergen, Stavanger, Haugesund, Kristiansand na Noruega e em Norrköping na Suécia. O projeto foi apoiado pela organização Fritt Ord.

### 2016 Direitos das mulheres
Em 2016, foi organizada uma competição internacional de desenhos e exposições para apoiar as mulheres e os seus direitos humanos, sendo esse o tópico. 567 artistas de 79 países participaram. Uma seleção de 120 desenhos foram mostrados nas exposições. Foi aberto no dia internacional da mulher em Avistegnernes Hus pelo jornal norueguês assinado por Siri Dokken.
A exposição na Índia foi aberta no instituto indiano da galeria de cartunistas e em Agra, Uttar Pradesh, Índia. Estas exposições foram abertas no mesmo dia. Posteriormente, as exibições foram mostradas em Kristiansand, Noruega e em Presov, Eslováquia. Colaborou com os expositores Avistegnernes Hus, Instituto Indiano do Cartunista, Bren Snising, Eslováquia. O projeto foi apoiado por Fritt Ord, Fundo EEE e a República Eslovaca. 12 artistas ganharam prêmios e diplomas de 567.

### 2017/18 Liberdade de expressão
O projeto colaborativo entre Toons Mag e Avistegnernes Hus. A exposição foi exibida em três países diferentes; Noruega, Índia e Eslováquia. A exposição de Avistegnernes Hus foi aberta pelo autor Per Edgard Kokkvold e fez parte do Festival Norueguês de Literatura em Lillehammer. Em Lillehammer, a exposição foi aberta por Roar Hagen e Moddi Knutsen. Em Oslo foi apresentada na embaixada eslovaca. Também no instituto indiano de cartunista, Bangalore. Na Eslováquia foi exibida em Presov e Kosice. E finalmente, a exposição foi exibida em Eidvall, Noruega. 12 artistas ganharam o prêmio e um diploma de 518. O projeto foi apoiado por Fritt Ord.